# Vincitori del guanto d'oro dell'American League
Ogni anno sono distribuiti 9 guanti d'oro per l'American League e 9 per la National League.

## Lanciatori
| Anno | Giocatore                      | Squadra                            |
| ---- | ------------------------------ | ---------------------------------- |
| 1957 | Bobby Shantz                   | New York Yankees                   |
| 1958 | Bobby Shantz                   | New York Yankees                   |
| 1959 | Bobby Shantz                   | New York Yankees                   |
| 1960 | Bobby Shantz                   | New York Yankees                   |
| 1961 | Frank Lary                     | Detroit Tigers                     |
| 1962 | Jim Kaat                       | Minnesota Twins                    |
| 1963 | Jim Kaat                       | Minnesota Twins                    |
| 1964 | Jim Kaat                       | Minnesota Twins                    |
| 1965 | Jim Kaat                       | Minnesota Twins                    |
| 1966 | Jim Kaat                       | Minnesota Twins                    |
| 1967 | Jim Kaat                       | Minnesota Twins                    |
| 1968 | Jim Kaat                       | Minnesota Twins                    |
| 1969 | Jim Kaat                       | Minnesota Twins                    |
| 1970 | Jim Kaat                       | Minnesota Twins                    |
| 1971 | Jim Kaat                       | Minnesota Twins                    |
| 1972 | Jim Kaat                       | Minnesota Twins                    |
| 1973 | Jim Kaat                       | Minnesota Twins/Chicago White Sox  |
| 1974 | Jim Kaat                       | Chicago White Sox                  |
| 1975 | Jim Kaat                       | Chicago White Sox                  |
| 1976 | Jim Palmer                     | Baltimore Orioles                  |
| 1977 | Jim Palmer                     | Baltimore Orioles                  |
| 1978 | Jim Palmer                     | Baltimore Orioles                  |
| 1979 | Jim Palmer                     | Baltimore Orioles                  |
| 1980 | Mike Norris                    | Oakland Athletics                  |
| 1981 | Mike Norris                    | Oakland Athletics                  |
| 1982 | Ron Guidry                     | New York Yankees                   |
| 1983 | Ron Guidry                     | New York Yankees                   |
| 1984 | Ron Guidry                     | New York Yankees                   |
| 1985 | Ron Guidry                     | New York Yankees                   |
| 1986 | Ron Guidry                     | New York Yankees                   |
| 1987 | Mark Langston                  | Seattle Mariners                   |
| 1988 | Mark Langston                  | Seattle Mariners                   |
| 1989 | Bret Saberhagen                | Kansas City Royals                 |
| 1990 | Mike Boddicker                 | Boston Red Sox                     |
| 1991 | Mark Langston                  | California Angels                  |
| 1992 | Mark Langston                  | California Angels                  |
| 1993 | Mark Langston                  | California Angels                  |
| 1994 | Mark Langston                  | California Angels                  |
| 1995 | Mark Langston                  | California Angels                  |
| 1996 | Mike Mussina                   | Baltimore Orioles                  |
| 1997 | Mike Mussina                   | Baltimore Orioles                  |
| 1998 | Mike Mussina                   | Baltimore Orioles                  |
| 1999 | Mike Mussina                   | Baltimore Orioles                  |
| 2000 | Kenny Rogers                   | Texas Rangers                      |
| 2001 | Mike Mussina                   | New York Yankees                   |
| 2002 | Kenny Rogers                   | Texas Rangers                      |
| 2003 | Mike Mussina                   | New York Yankees                   |
| 2004 | Kenny Rogers                   | Texas Rangers                      |
| 2005 | Kenny Rogers                   | Texas Rangers                      |
| 2006 | Kenny Rogers                   | Detroit Tigers                     |
| 2007 | Johan Santana                  | Minnesota Twins                    |
| 2008 | Mike Mussina                   | New York Yankees                   |
| 2009 | Mark Buehrle                   | Chicago White Sox                  |
| 2010 | Mark Buehrle                   | Chicago White Sox                  |
| 2011 | Mark Buehrle                   | Chicago White Sox                  |
| 2012 | Jeremy Hellickson & Jake Peavy | Tampa Bay Rays / Chicago White Sox |
| 2013 | R.A. Dickey                    | Toronto Blue Jays                  |
| 2014 | Dallas Keuchel                 | Houston Astros                     |
| 2015 | Dallas Keuchel                 | Houston Astros                     |
| 2016 | Dallas Keuchel                 | Houston Astros                     |
| 2017 | Marcus Stroman                 | Toronto Blue Jays                  |
| 2018 | Dallas Keuchel                 | Houston Astros                     |
| 2019 | Mike Leake                     | Seattle Mariners                   |
| 2020 | Griffin Canning                | Los Angeles Angels                 |
| 2021 | Dallas Keuchel                 | Chicago White Sox                  |
| 2022 | Shane Bieber                   | Cleveland Guardians                |
| 2023 | José Berríos                   | Toronto Blue Jays                  |

## Ricevitori
| Anno | Giocatore         | Squadra             |
| ---- | ----------------- | ------------------- |
| 1957 | Sherm Lollar      | Chicago White Sox   |
| 1958 | Sherm Lollar      | Chicago White Sox   |
| 1959 | Sherm Lollar      | Chicago White Sox   |
| 1960 | Earl Battey       | Washington Senators |
| 1961 | Earl Battey       | Minnesota Twins     |
| 1962 | Earl Battey       | Minnesota Twins     |
| 1963 | Elston Howard     | New York Yankees    |
| 1964 | Elston Howard     | New York Yankees    |
| 1965 | Bill Freehan      | Detroit Tigers      |
| 1966 | Bill Freehan      | Detroit Tigers      |
| 1967 | Bill Freehan      | Detroit Tigers      |
| 1968 | Bill Freehan      | Detroit Tigers      |
| 1969 | Bill Freehan      | Detroit Tigers      |
| 1970 | Ray Fosse         | Cleveland Indians   |
| 1971 | Ray Fosse         | Cleveland Indians   |
| 1972 | Carlton Fisk      | Boston Red Sox      |
| 1973 | Thurman Munson    | New York Yankees    |
| 1974 | Thurman Munson    | New York Yankees    |
| 1975 | Thurman Munson    | New York Yankees    |
| 1976 | Jim Sundberg      | Texas Rangers       |
| 1977 | Jim Sundberg      | Texas Rangers       |
| 1978 | Jim Sundberg      | Texas Rangers       |
| 1979 | Jim Sundberg      | Texas Rangers       |
| 1980 | Jim Sundberg      | Texas Rangers       |
| 1981 | Jim Sundberg      | Texas Rangers       |
| 1982 | Bob Boone         | California Angels   |
| 1983 | Lance Parrish     | Detroit Tigers      |
| 1984 | Lance Parrish     | Detroit Tigers      |
| 1985 | Lance Parrish     | Detroit Tigers      |
| 1986 | Bob Boone         | California Angels   |
| 1987 | Bob Boone         | California Angels   |
| 1988 | Bob Boone         | California Angels   |
| 1989 | Bob Boone         | Kansas City Royals  |
| 1990 | Sandy Alomar, Jr. | Cleveland Indians   |
| 1991 | Tony Peña         | Boston Red Sox      |
| 1992 | Iván Rodríguez    | Texas Rangers       |
| 1993 | Iván Rodríguez    | Texas Rangers       |
| 1994 | Iván Rodríguez    | Texas Rangers       |
| 1995 | Iván Rodríguez    | Texas Rangers       |
| 1996 | Iván Rodríguez    | Texas Rangers       |
| 1997 | Iván Rodríguez    | Texas Rangers       |
| 1998 | Iván Rodríguez    | Texas Rangers       |
| 1999 | Iván Rodríguez    | Texas Rangers       |
| 2000 | Iván Rodríguez    | Texas Rangers       |
| 2001 | Iván Rodríguez    | Texas Rangers       |
| 2002 | Bengie Molina     | Anaheim Angels      |
| 2003 | Bengie Molina     | Anaheim Angels      |
| 2004 | Iván Rodríguez    | Detroit Tigers      |
| 2005 | Jason Varitek     | Boston Red Sox      |
| 2006 | Iván Rodríguez    | Detroit Tigers      |
| 2007 | Ivan Rodriguez    | Detroit Tigers      |
| 2008 | Joe Mauer         | Minnesota Twins     |
| 2009 | Joe Mauer         | Minnesota Twins     |
| 2010 | Joe Mauer         | Minnesota Twins     |
| 2011 | Matt Wieters      | Baltimore Orioles   |
| 2012 | Matt Wieters      | Baltimore Orioles   |
| 2013 | Salvador Pérez    | Kansas City Royals  |
| 2014 | Salvador Pérez    | Kansas City Royals  |
| 2015 | Salvador Pérez    | Kansas City Royals  |
| 2016 | Salvador Pérez    | Kansas City Royals  |
| 2017 | Martín Maldonado  | Los Angeles Angels  |
| 2018 | Salvador Pérez    | Kansas City Royals  |
| 2019 | Roberto Pérez     | Cleveland Indians   |
| 2020 | Roberto Pérez     | Cleveland Indians   |
| 2021 | Sean Murphy       | Oakland Athletics   |
| 2022 | Jose Trevino      | New York Yankees    |
| 2023 | Jonah Heim        | Texas Rangers       |

## Prima base
| Anno | Giocatore             | Squadra                                                  |
| ---- | --------------------- | -------------------------------------------------------- |
| 1957 | Gil Hodges            | Brooklyn Dodgers                                         |
| 1958 | Vic Power             | Kansas City Athletics/Cleveland Indians                  |
| 1959 | Vic Power             | Cleveland Indians                                        |
| 1960 | Vic Power             | Cleveland Indians                                        |
| 1961 | Vic Power             | Cleveland Indians                                        |
| 1962 | Vic Power             | Minnesota Twins                                          |
| 1963 | Vic Power             | Minnesota Twins                                          |
| 1964 | Vic Power             | Minnesota Twins/Los Angeles Angels/Philadelphia Phillies |
| 1965 | Joe Pepitone          | New York Yankees                                         |
| 1966 | Joe Pepitone          | New York Yankees                                         |
| 1967 | George Scott          | Boston Red Sox                                           |
| 1968 | George Scott          | Boston Red Sox                                           |
| 1969 | Joe Pepitone          | New York Yankees                                         |
| 1970 | Jim Spencer           | California Angels                                        |
| 1971 | George Scott          | Boston Red Sox                                           |
| 1972 | George Scott          | Milwaukee Brewers                                        |
| 1973 | George Scott          | Milwaukee Brewers                                        |
| 1974 | George Scott          | Milwaukee Brewers                                        |
| 1975 | George Scott          | Milwaukee Brewers                                        |
| 1976 | George Scott          | Milwaukee Brewers                                        |
| 1977 | Jim Spencer           | Chicago White Sox                                        |
| 1978 | Chris Chambliss       | New York Yankees                                         |
| 1979 | Cecil Cooper          | Milwaukee Brewers                                        |
| 1980 | Cecil Cooper          | Milwaukee Brewers                                        |
| 1981 | Mike Squires          | Chicago White Sox                                        |
| 1982 | Eddie Murray          | Baltimore Orioles                                        |
| 1983 | Eddie Murray          | Baltimore Orioles                                        |
| 1984 | Eddie Murray          | Baltimore Orioles                                        |
| 1985 | Don Mattingly         | New York Yankees                                         |
| 1986 | Don Mattingly         | New York Yankees                                         |
| 1987 | Don Mattingly         | New York Yankees                                         |
| 1988 | Don Mattingly         | New York Yankees                                         |
| 1989 | Don Mattingly         | New York Yankees                                         |
| 1990 | Mark McGwire          | Oakland Athletics                                        |
| 1991 | Don Mattingly         | New York Yankees                                         |
| 1992 | Don Mattingly         | New York Yankees                                         |
| 1993 | Don Mattingly         | New York Yankees                                         |
| 1994 | Don Mattingly         | New York Yankees                                         |
| 1995 | J.T. Snow             | California Angels                                        |
| 1996 | J.T. Snow             | California Angels                                        |
| 1997 | Rafael Palmeiro       | Baltimore Orioles                                        |
| 1998 | Rafael Palmeiro       | Baltimore Orioles                                        |
| 1999 | Rafael Palmeiro       | Texas Rangers                                            |
| 2000 | John Olerud           | Seattle Mariners                                         |
| 2001 | Doug Mientkiewicz     | Minnesota Twins                                          |
| 2002 | John Olerud           | Seattle Mariners                                         |
| 2003 | John Olerud           | Seattle Mariners                                         |
| 2004 | Darin Erstad          | Los Angeles Angels of Anaheim                            |
| 2005 | Mark Teixeira         | Texas Rangers                                            |
| 2006 | Mark Teixeira         | Texas Rangers                                            |
| 2007 | Kevin Youkilis        | Boston Red Sox                                           |
| 2008 | Carlos Peña           | Tampa Bay Rays                                           |
| 2009 | Mark Teixeira         | New York Yankees                                         |
| 2010 | Mark Teixeira         | New York Yankees                                         |
| 2011 | Adrian Gonzalez       | Boston Red Sox                                           |
| 2012 | Mark Teixeira         | New York Yankees                                         |
| 2013 | Eric Hosmer           | Kansas City Royals                                       |
| 2014 | Eric Hosmer           | Kansas City Royals                                       |
| 2015 | Eric Hosmer           | Kansas City Royals                                       |
| 2016 | Mitch Moreland        | Texas Rangers                                            |
| 2017 | Eric Hosmer           | Kansas City Royals                                       |
| 2018 | Matt Olson            | Oakland Athletics                                        |
| 2019 | Matt Olson            | Oakland Athletics                                        |
| 2020 | Evan White            | Seattle Mariners                                         |
| 2021 | Yuli Gurriel          | Houston Astros                                           |
| 2022 | Vladimir Guerrero Jr. | Toronto Blue Jays                                        |
| 2023 | Nathaniel Lowe        | Texas Rangers                                            |

## Seconda base
| Anno | Giocatore         | Squadra                           |
| ---- | ----------------- | --------------------------------- |
| 1957 | Nellie Fox        | Chicago White Sox                 |
| 1958 | Frank Bolling     | Detroit Tigers                    |
| 1959 | Nellie Fox        | Chicago White Sox                 |
| 1960 | Nellie Fox        | Chicago White Sox                 |
| 1961 | Bobby Richardson  | New York Yankees                  |
| 1962 | Bobby Richardson  | New York Yankees                  |
| 1963 | Bobby Richardson  | New York Yankees                  |
| 1964 | Bobby Richardson  | New York Yankees                  |
| 1965 | Bobby Richardson  | New York Yankees                  |
| 1966 | Bobby Knoop       | California Angels                 |
| 1967 | Bobby Knoop       | California Angels                 |
| 1968 | Bobby Knoop       | California Angels                 |
| 1969 | Davey Johnson     | Baltimore Orioles                 |
| 1970 | Davey Johnson     | Baltimore Orioles                 |
| 1971 | Davey Johnson     | Baltimore Orioles                 |
| 1972 | Doug Griffin      | Boston Red Sox                    |
| 1973 | Bobby Grich       | Baltimore Orioles                 |
| 1974 | Bobby Grich       | Baltimore Orioles                 |
| 1975 | Bobby Grich       | Baltimore Orioles                 |
| 1976 | Bobby Grich       | Baltimore Orioles                 |
| 1977 | Frank White       | Kansas City Royals                |
| 1978 | Frank White       | Kansas City Royals                |
| 1979 | Frank White       | Kansas City Royals                |
| 1980 | Frank White       | Kansas City Royals                |
| 1981 | Frank White       | Kansas City Royals                |
| 1982 | Frank White       | Kansas City Royals                |
| 1983 | Lou Whitaker      | Detroit Tigers                    |
| 1984 | Lou Whitaker      | Detroit Tigers                    |
| 1985 | Lou Whitaker      | Detroit Tigers                    |
| 1986 | Frank White       | Kansas City Royals                |
| 1987 | Frank White       | Kansas City Royals                |
| 1988 | Harold Reynolds   | Seattle Mariners                  |
| 1989 | Harold Reynolds   | Seattle Mariners                  |
| 1990 | Harold Reynolds   | Seattle Mariners                  |
| 1991 | Roberto Alomar    | Toronto Blue Jays                 |
| 1992 | Roberto Alomar    | Toronto Blue Jays                 |
| 1993 | Roberto Alomar    | Toronto Blue Jays                 |
| 1994 | Roberto Alomar    | Toronto Blue Jays                 |
| 1995 | Roberto Alomar    | Toronto Blue Jays                 |
| 1996 | Roberto Alomar    | Baltimore Orioles                 |
| 1997 | Chuck Knoblauch   | Minnesota Twins                   |
| 1998 | Roberto Alomar    | Baltimore Orioles                 |
| 1999 | Roberto Alomar    | Cleveland Indians                 |
| 2000 | Roberto Alomar    | Cleveland Indians                 |
| 2001 | Roberto Alomar    | Cleveland Indians                 |
| 2002 | Bret Boone        | Seattle Mariners                  |
| 2003 | Bret Boone        | Seattle Mariners                  |
| 2004 | Bret Boone        | Seattle Mariners                  |
| 2005 | Orlando Hudson    | Toronto Blue Jays                 |
| 2006 | Mark Grudzielanek | Kansas City Royals                |
| 2007 | Plácido Polanco   | Detroit Tigers                    |
| 2008 | Dustin Pedroia    | Boston Red Sox                    |
| 2009 | Plácido Polanco   | Detroit Tigers                    |
| 2010 | Robinson Canó     | New York Yankees                  |
| 2011 | Dustin Pedroia    | Boston Red Sox                    |
| 2012 | Robinson Canó     | New York Yankees                  |
| 2013 | Dustin Pedroia    | Boston Red Sox                    |
| 2014 | Dustin Pedroia    | Boston Red Sox                    |
| 2015 | José Altuve       | Houston Astros                    |
| 2016 | Ian Kinsler       | Detroit Tigers                    |
| 2017 | Brian Dozier      | Minnesota Twins                   |
| 2018 | Ian Kinsler       | Los Angeles Angels/Boston Red Sox |
| 2019 | Yolmer Sánchez    | Chicago White Sox                 |
| 2020 | César Hernández   | Cleveland Indians                 |
| 2021 | Marcus Semien     | Toronto Blue Jays                 |
| 2022 | Andrés Giménez    | Cleveland Guardians               |
| 2023 | Andrés Giménez    | Cleveland Guardians               |

## Terza base
| Anno | Giocatore          | Squadra            |
| ---- | ------------------ | ------------------ |
| 1957 | Frank Malzone      | Boston Red Sox     |
| 1958 | Frank Malzone      | Boston Red Sox     |
| 1959 | Frank Malzone      | Boston Red Sox     |
| 1960 | Brooks Robinson    | Baltimore Orioles  |
| 1961 | Brooks Robinson    | Baltimore Orioles  |
| 1962 | Brooks Robinson    | Baltimore Orioles  |
| 1963 | Brooks Robinson    | Baltimore Orioles  |
| 1964 | Brooks Robinson    | Baltimore Orioles  |
| 1965 | Brooks Robinson    | Baltimore Orioles  |
| 1966 | Brooks Robinson    | Baltimore Orioles  |
| 1967 | Brooks Robinson    | Baltimore Orioles  |
| 1968 | Brooks Robinson    | Baltimore Orioles  |
| 1969 | Brooks Robinson    | Baltimore Orioles  |
| 1970 | Brooks Robinson    | Baltimore Orioles  |
| 1971 | Brooks Robinson    | Baltimore Orioles  |
| 1972 | Brooks Robinson    | Baltimore Orioles  |
| 1973 | Brooks Robinson    | Baltimore Orioles  |
| 1974 | Brooks Robinson    | Baltimore Orioles  |
| 1975 | Brooks Robinson    | Baltimore Orioles  |
| 1976 | Aurelio Rodríguez  | Detroit Tigers     |
| 1977 | Graig Nettles      | New York Yankees   |
| 1978 | Graig Nettles      | New York Yankees   |
| 1979 | Buddy Bell         | Texas Rangers      |
| 1980 | Buddy Bell         | Texas Rangers      |
| 1981 | Buddy Bell         | Texas Rangers      |
| 1982 | Buddy Bell         | Texas Rangers      |
| 1983 | Buddy Bell         | Texas Rangers      |
| 1984 | Buddy Bell         | Texas Rangers      |
| 1985 | George Brett       | Kansas City Royals |
| 1986 | Gary Gaetti        | Minnesota Twins    |
| 1987 | Gary Gaetti        | Minnesota Twins    |
| 1988 | Gary Gaetti        | Minnesota Twins    |
| 1989 | Gary Gaetti        | Minnesota Twins    |
| 1990 | Kelly Gruber       | Toronto Blue Jays  |
| 1991 | Robin Ventura      | Chicago White Sox  |
| 1992 | Robin Ventura      | Chicago White Sox  |
| 1993 | Robin Ventura      | Chicago White Sox  |
| 1994 | Wade Boggs         | New York Yankees   |
| 1995 | Wade Boggs         | New York Yankees   |
| 1996 | Robin Ventura      | Chicago White Sox  |
| 1997 | Matt Williams      | Cleveland Indians  |
| 1998 | Robin Ventura      | Chicago White Sox  |
| 1999 | Scott Brosius      | New York Yankees   |
| 2000 | Travis Fryman      | Cleveland Indians  |
| 2001 | Eric Chavez        | Oakland Athletics  |
| 2002 | Eric Chavez        | Oakland Athletics  |
| 2003 | Eric Chavez        | Oakland Athletics  |
| 2004 | Eric Chavez        | Oakland Athletics  |
| 2005 | Eric Chavez        | Oakland Athletics  |
| 2006 | Eric Chavez        | Oakland Athletics  |
| 2007 | Adrián Beltré      | Seattle Mariners   |
| 2008 | Adrián Beltré      | Seattle Mariners   |
| 2009 | Evan Longoria      | Tampa Bay Rays     |
| 2010 | Evan Longoria      | Tampa Bay Rays     |
| 2011 | Adrián Beltré      | Texas Rangers      |
| 2012 | Adrián Beltré      | Texas Rangers      |
| 2013 | Manny Machado      | Baltimore Orioles  |
| 2014 | Kyle Seager        | Seattle Mariners   |
| 2015 | Manny Machado      | Baltimore Orioles  |
| 2016 | Adrián Beltré      | Texas Rangers      |
| 2017 | Evan Longoria      | Tampa Bay Rays     |
| 2018 | Matt Chapman       | Oakland Athletics  |
| 2019 | Matt Chapman       | Oakland Athletics  |
| 2020 | Isiah Kiner-Falefa | Texas Rangers      |
| 2021 | Matt Chapman       | Oakland Athletics  |
| 2022 | Ramón Urías        | Baltimore Orioles  |
| 2023 | Matt Chapman       | Toronto Blue Jays  |

## Interbase
| Anno | Giocatore           | Squadra                       |
| ---- | ------------------- | ----------------------------- |
| 1957 | Roy McMillan        | Cincinnati Reds               |
| 1958 | Luis Aparicio       | Chicago White Sox             |
| 1959 | Luis Aparicio       | Chicago White Sox             |
| 1960 | Luis Aparicio       | Chicago White Sox             |
| 1961 | Luis Aparicio       | Chicago White Sox             |
| 1962 | Luis Aparicio       | Chicago White Sox             |
| 1963 | Zoilo Versalles     | Minnesota Twins               |
| 1964 | Luis Aparicio       | Baltimore Orioles             |
| 1965 | Zoilo Versalles     | Minnesota Twins               |
| 1966 | Luis Aparicio       | Baltimore Orioles             |
| 1967 | Jim Fregosi         | California Angels             |
| 1968 | Luis Aparicio       | Chicago White Sox             |
| 1969 | Mark Belanger       | Baltimore Orioles             |
| 1970 | Luis Aparicio       | Chicago White Sox             |
| 1971 | Mark Belanger       | Baltimore Orioles             |
| 1972 | Ed Brinkman         | Detroit Tigers                |
| 1973 | Mark Belanger       | Baltimore Orioles             |
| 1974 | Mark Belanger       | Baltimore Orioles             |
| 1975 | Mark Belanger       | Baltimore Orioles             |
| 1976 | Mark Belanger       | Baltimore Orioles             |
| 1977 | Mark Belanger       | Baltimore Orioles             |
| 1978 | Mark Belanger       | Baltimore Orioles             |
| 1979 | Rick Burleson       | Boston Red Sox                |
| 1980 | Alan Trammell       | Detroit Tigers                |
| 1981 | Alan Trammell       | Detroit Tigers                |
| 1982 | Robin Yount         | Milwaukee Brewers             |
| 1983 | Alan Trammell       | Detroit Tigers                |
| 1984 | Alan Trammell       | Detroit Tigers                |
| 1985 | Alfredo Griffin     | Oakland Athletics             |
| 1986 | Tony Fernandez      | Toronto Blue Jays             |
| 1987 | Tony Fernandez      | Toronto Blue Jays             |
| 1988 | Tony Fernandez      | Toronto Blue Jays             |
| 1989 | Tony Fernandez      | Toronto Blue Jays             |
| 1990 | Ozzie Guillen       | Chicago White Sox             |
| 1991 | Cal Ripken, Jr.     | Baltimore Orioles             |
| 1992 | Cal Ripken, Jr.     | Baltimore Orioles             |
| 1993 | Omar Vizquel        | Seattle Mariners              |
| 1994 | Omar Vizquel        | Cleveland Indians             |
| 1995 | Omar Vizquel        | Cleveland Indians             |
| 1996 | Omar Vizquel        | Cleveland Indians             |
| 1997 | Omar Vizquel        | Cleveland Indians             |
| 1998 | Omar Vizquel        | Cleveland Indians             |
| 1999 | Omar Vizquel        | Cleveland Indians             |
| 2000 | Omar Vizquel        | Cleveland Indians             |
| 2001 | Omar Vizquel        | Cleveland Indians             |
| 2002 | Alexander Rodriguez | Texas Rangers                 |
| 2003 | Alexander Rodriguez | Texas Rangers                 |
| 2004 | Derek Jeter         | New York Yankees              |
| 2005 | Derek Jeter         | New York Yankees              |
| 2006 | Derek Jeter         | New York Yankees              |
| 2007 | Orlando Cabrera     | Los Angeles Angels of Anaheim |
| 2008 | Michael Young       | Texas Rangers                 |
| 2009 | Derek Jeter         | New York Yankees              |
| 2010 | Derek Jeter         | New York Yankees              |
| 2011 | Erick Aybar         | Los Angeles Angels of Anaheim |
| 2012 | J.J. Hardy          | Baltimore Orioles             |
| 2013 | J.J. Hardy          | Baltimore Orioles             |
| 2014 | J.J. Hardy          | Baltimore Orioles             |
| 2015 | Alcides Escobar     | Kansas City Royals            |
| 2016 | Francisco Lindor    | Cleveland Indians             |
| 2017 | Andrelton Simmons   | Los Angeles Angels            |
| 2018 | Andrelton Simmons   | Los Angeles Angels            |
| 2019 | Francisco Lindor    | Cleveland Indians             |
| 2020 | J. P. Crawford      | Seattle Mariners              |
| 2021 | Carlos Correa       | Houston Astros                |
| 2022 | Jeremy Peña         | Houston Astros                |
| 2023 | Anthony Volpe       | New York Yankees              |

## Esterni
- In ordine: esterno sinistro, centro, destro dal 1957 al 1960 e dal 2011 in poi (Dal 1961 al 2010 non specificato).

| Anno | Giocatore                                                           | Squadra                                                                                   |
| ---- | ------------------------------------------------------------------- | ----------------------------------------------------------------------------------------- |
| 1957 | - Minnie Miñoso (LF) - Willie Mays (CF) - Al Kaline (RF)            | - Chicago White Sox - New York Giants - Detroit Tigers                                    |
| 1958 | - Norm Siebern (LF) - Jimmy Piersall (CF) - Al Kaline (RF)          | - New York Yankees - Boston Red Sox - Detroit Tigers                                      |
| 1959 | - Minnie Miñoso (LF) - Al Kaline (CF) - Jackie Jensen (RF)          | - Cleveland Indians - Detroit Tigers - Boston Red Sox                                     |
| 1960 | - Minnie Miñoso (LF) - Jim Landis (CF) - Roger Maris (RF)           | - Chicago White Sox - Chicago White Sox - New York Yankees                                |
| 1961 | - Jimmy Piersall - Jim Landis - Al Kaline                           | - Cleveland Indians - Chicago White Sox - Detroit Tigers                                  |
| 1962 | - Mickey Mantle - Jim Landis - Al Kaline                            | - New York Yankees - Chicago White Sox - Detroit Tigers                                   |
| 1963 | - Carl Yastrzemski - Jim Landis - Al Kaline                         | - Boston Red Sox - Chicago White Sox - Detroit Tigers                                     |
| 1964 | - Vic Davalillo - Jim Landis - Al Kaline                            | - Cleveland Indians - Chicago White Sox - Detroit Tigers                                  |
| 1965 | - Carl Yastrzemski - Tom Tresh - Al Kaline                          | - Boston Red Sox - New York Yankees - Detroit Tigers                                      |
| 1966 | - Tony Oliva - Tommie Agee - Al Kaline                              | - Minnesota Twins - Chicago White Sox - Detroit Tigers                                    |
| 1967 | - Paul Blair - Carl Yastrzemski - Al Kaline                         | - Baltimore Orioles - Boston Red Sox - Detroit Tigers                                     |
| 1968 | - Mickey Stanley - Carl Yastrzemski - Reggie Smith                  | - Detroit Tigers - Boston Red Sox - Boston Red Sox                                        |
| 1969 | - Mickey Stanley - Carl Yastrzemski - Paul Blair                    | - Detroit Tigers - Boston Red Sox - Baltimore Orioles                                     |
| 1970 | - Mickey Stanley - Ken Berry - Paul Blair                           | - Detroit Tigers - Chicago White Sox - Baltimore Orioles                                  |
| 1971 | - Carl Yastrzemski - Amos Otis - Paul Blair                         | - Boston Red Sox - Kansas City Royals - Baltimore Orioles                                 |
| 1972 | - Ken Berry - Bobby Murcer - Paul Blair                             | - California Angels - New York Yankees - Baltimore Orioles                                |
| 1973 | - Amos Otis - Mickey Stanley - Paul Blair                           | - Kansas City Royals - Detroit Tigers - Baltimore Orioles                                 |
| 1974 | - Amos Otis - Joe Rudi - Paul Blair                                 | - Kansas City Royals - Oakland Athletics - Baltimore Orioles                              |
| 1975 | - Fred Lynn - Joe Rudi - Paul Blair                                 | - Boston Red Sox - Oakland Athletics - Baltimore Orioles                                  |
| 1976 | - Dwight Evans - Joe Rudi - Rick Manning                            | - Boston Red Sox - Oakland Athletics - Cleveland Indians                                  |
| 1977 | - Al Cowens - Juan Beníquez - Carl Yastrzemski                      | - Kansas City Royals - Texas Rangers - Boston Red Sox                                     |
| 1978 | - Fred Lynn - Dwight Evans - Rick Miller                            | - Boston Red Sox - Boston Red Sox - California Angels                                     |
| 1979 | - Fred Lynn - Dwight Evans - Sixto Lezcano                          | - Boston Red Sox - Boston Red Sox - Milwaukee Brewers                                     |
| 1980 | - Fred Lynn - Willie Wilson - Dwayne Murphy                         | - Boston Red Sox - Kansas City Royals - Oakland Athletics                                 |
| 1981 | - Dwight Evans - Rickey Henderson - Dwayne Murphy                   | - Boston Red Sox - Oakland Athletics - Oakland Athletics                                  |
| 1982 | - Dwight Evans - Dave Winfield - Dwayne Murphy                      | - Boston Red Sox - New York Yankees - Oakland Athletics                                   |
| 1983 | - Dwight Evans - Dave Winfield - Dwayne Murphy                      | - Boston Red Sox - New York Yankees - Oakland Athletics                                   |
| 1984 | - Dwight Evans - Dave Winfield - Dwayne Murphy                      | - Boston Red Sox - New York Yankees - Oakland Athletics                                   |
| 1985 | - Dwight Evans - Dave Winfield - Dwayne Murphy - Gary Pettis        | - Boston Red Sox (Tied) - New York Yankees - Oakland Athletics (Tied) - California Angels |
| 1986 | - Kirby Puckett - Jesse Barfield - Gary Pettis                      | - Minnesota Twins - Toronto Blue Jays - California Angels                                 |
| 1987 | - Kirby Puckett - Jesse Barfield - Dave Winfield                    | - Minnesota Twins - Toronto Blue Jays - New York Yankees                                  |
| 1988 | - Kirby Puckett - Devon White - Gary Pettis                         | - Minnesota Twins - California Angels - Detroit Tigers                                    |
| 1989 | - Kirby Puckett - Devon White - Gary Pettis                         | - Minnesota Twins - California Angels - Detroit Tigers                                    |
| 1990 | - Ellis Burks - Ken Griffey, Jr. - Gary Pettis                      | - Boston Red Sox - Seattle Mariners - Texas Rangers                                       |
| 1991 | - Kirby Puckett - Ken Griffey, Jr. - Devon White                    | - Minnesota Twins - Seattle Mariners - Toronto Blue Jays                                  |
| 1992 | - Kirby Puckett - Ken Griffey, Jr. - Devon White                    | - Minnesota Twins - Seattle Mariners - Toronto Blue Jays                                  |
| 1993 | - Kenny Lofton - Ken Griffey, Jr. - Devon White                     | - Cleveland Indians - Seattle Mariners - Toronto Blue Jays                                |
| 1994 | - Kenny Lofton - Ken Griffey, Jr. - Devon White                     | - Cleveland Indians - Seattle Mariners - Toronto Blue Jays                                |
| 1995 | - Kenny Lofton - Ken Griffey, Jr. - Devon White                     | - Cleveland Indians - Seattle Mariners - Toronto Blue Jays                                |
| 1996 | - Kenny Lofton - Ken Griffey, Jr. - Jay Buhner                      | - Cleveland Indians - Seattle Mariners - Seattle Mariners                                 |
| 1997 | - Bernie Williams - Ken Griffey, Jr. - Jim Edmonds                  | - New York Yankees - Seattle Mariners - Anaheim Angels                                    |
| 1998 | - Bernie Williams - Ken Griffey, Jr. - Jim Edmonds                  | - New York Yankees - Seattle Mariners - Anaheim Angels                                    |
| 1999 | - Bernie Williams - Ken Griffey, Jr. - Shawn Green                  | - New York Yankees - Seattle Mariners - Toronto Blue Jays                                 |
| 2000 | - Bernie Williams - Jermaine Dye - Darin Erstad                     | - New York Yankees - Kansas City Royals - Anaheim Angels                                  |
| 2001 | - Ichirō Suzuki - Torii Hunter - Mike Cameron                       | - Seattle Mariners - Minnesota Twins - Seattle Mariners                                   |
| 2002 | - Ichirō Suzuki - Torii Hunter - Darin Erstad                       | - Seattle Mariners - Minnesota Twins - Anaheim Angels                                     |
| 2003 | - Ichirō Suzuki - Torii Hunter - Mike Cameron                       | - Seattle Mariners - Minnesota Twins - Seattle Mariners                                   |
| 2004 | - Ichirō Suzuki - Torii Hunter - Vernon Wells                       | - Seattle Mariners - Minnesota Twins - Toronto Blue Jays                                  |
| 2005 | - Ichirō Suzuki - Torii Hunter - Vernon Wells                       | - Seattle Mariners - Minnesota Twins - Toronto Blue Jays                                  |
| 2006 | - Ichirō Suzuki - Torii Hunter - Vernon Wells                       | - Seattle Mariners - Minnesota Twins - Toronto Blue Jays                                  |
| 2007 | - Ichirō Suzuki - Torii Hunter - Grady Sizemore                     | - Seattle Mariners - Minnesota Twins - Cleveland Indians                                  |
| 2008 | - Ichirō Suzuki - Torii Hunter - Grady Sizemore                     | - Seattle Mariners - Anaheim Angels - Cleveland Indians                                   |
| 2009 | - Ichirō Suzuki - Torii Hunter - Adam Jones                         | - Seattle Mariners - Los Angeles Angels of Anaheim - Baltimore Orioles                    |
| 2010 | - Ichirō Suzuki - Carl Crawford - Franklin Gutiérrez                | - Seattle Mariners - Tampa Bay Rays - Seattle Mariners                                    |
| 2011 | - Alex Gordon (LF) - Jacoby Ellsbury (CF) - Nick Markakis (RF)      | - Kansas City Royals - Boston Red Sox - Baltimore Orioles                                 |
| 2012 | - Alex Gordon (LF) - Josh Reddick (CF) - Adam Jones (RF)            | - Kansas City Royals - Oakland Athletics - Baltimore Orioles                              |
| 2013 | - Alex Gordon (LF) - Shane Victorino (CF) - Adam Jones (RF)         | - Kansas City Royals - Boston Red Sox - Baltimore Orioles                                 |
| 2014 | - Alex Gordon (LF) - Nick Markakis (CF) - Adam Jones (RF)           | - Kansas City Royals - Baltimore Orioles - Baltimore Orioles                              |
| 2015 | - Yoenis Céspedes (LF) - Kevin Kiermaier (CF) - Kole Calhoun (RF)   | - Detroit Tigers/New York Mets - Tampa Bay Rays - Los Angeles Angels of Anaheim           |
| 2016 | - Brett Gardner (LF) - Kevin Kiermaier (CF) - Mookie Betts (RF)     | - New York Yankees - Tampa Bay Rays - Boston Red Sox                                      |
| 2017 | - Alex Gordon (LF) - Byron Buxton (CF) - Mookie Betts (RF)          | - Kansas City Royals - Minnesota Twins - Boston Red Sox                                   |
| 2018 | - Alex Gordon (LF) - Jackie Bradley Jr. (CF) - Mookie Betts (RF)    | - Kansas City Royals - Boston Red Sox - Boston Red Sox                                    |
| 2019 | - Alex Gordon (LF) - Kevin Kiermaier (CF) - Mookie Betts (RF)       | - Kansas City Royals - Tampa Bay Rays - Boston Red Sox                                    |
| 2020 | - Alex Gordon (LF) - Luis Robert (CF) - Joey Gallo (RF)             | - Kansas City Royals - Chicago White Sox - Texas Rangers                                  |
| 2021 | - Andrew Benintendi (LF) - Michael A. Taylor (CF) - Joey Gallo (RF) | - Kansas City Royals - Kansas City Royals - Texas Rangers/New York Yankees                |
| 2022 | - Steven Kwan (LF) - Myles Straw (CF) - Kyle Tucker (RF)            | - Cleveland Guardians - Cleveland Guardians - Houston Astros                              |
| 2023 | - Steven Kwan (LF) - Kevin Kiermaier (CF) - Adolis García (RF)      | - Cleveland Guardians - Toronto Blue Jays - Texas Rangers                                 |